# Worcester (Vermont)
Worcester ist eine Town im Washington County des Bundesstaates Vermont in den Vereinigten Staaten mit 964 Einwohnern (laut Volkszählung von 2020). Der Census-designated place Worcester befindet sich innerhalb des Gebietes der Town.

## Geografie

### Geografische Lage
Worcester liegt im Hochland Zentral-Vermonts am Ostrand der Hauptketten der Green Mountains. Das Gelände ist gebirgig und waldreich; es gibt eine Vielzahl kleiner Wasserläufe, aber keinen großen Abfluss. Die höchsten Erhebungen sind der Mount Putnam (1110 m), der Mount Worcester Middle Peak (1063 m) und der Mount Worcester (1003 m).

### Nachbargemeinden
Alle Entfernungen sind als Luftlinien zwischen den offiziellen Koordinaten der Orte aus der Volkszählung 2010 angegeben.
- Norden: Morristown, 6,4 km
- Nordosten: Elmore, 9,2 km
- Osten: Woodbury, 21,0 km
- Südosten: Calais, 14,6 km
- Süden: East Montpelier, 10,7 km
- Südwesten: Middlesex, 5,4 km
- Westen: Waterbury, 18,3 km
- Nordwesten: Stowe, 13,3 km

### Klima
Die mittlere Durchschnittstemperatur in Worcester liegt zwischen −11,7 °C (11° Fahrenheit) im Januar und 18,3 °C (65° Fahrenheit) im Juli. Die Schneefälle zwischen Oktober und Mai liegen mit bis zu einem halben Meter (19,5 Inch) etwa doppelt so hoch wie die mittlere Schneehöhe in den USA. Die tägliche Sonnenscheindauer liegt am unteren Rand des Wertespektrums der USA.

## Geschichte
Worcester wurde am 8. Juni 1763 mit einer Größe von 9.323,96 Hektar (23.040 acres) durch Gouverneur Benning Wentworth ausgerufen. Die Besiedlung startete ab 1797. Die ersten 64 Siedler einigten sich auf den Namen Worcester. Sie stammten aus dem Kennebec County in Maine. Spätere Siedler stammten u. a. aus Leominster (Massachusetts), Henniker (New Hampshire) und Alstead (New Hampshire), aber auch aus vielen Towns in Vermont: Berlin, Thetford, Montpelier, Brookfield und Calais. Eine erste permanente Besiedlung erfolgte ab 1803.
Die erste, lange Zeit einzige Straße war ein unbefestigter Weg, der auch von Viehschmugglern genutzt wurde und deshalb als Smuggler's Road bekannt.
Durch Duncan Young, den ersten Town Clerk von Worcester wurde die Town am 3. März 1803 organisiert und im Jahr 1808 waren Vertreter der Town in der Vermont General Assembly vertreten. Die Dokumente der Town wurden im Jahr 1816 zur Sicherheit in Burlington gelagert und sind dort bei einem Brand im selben Jahr vernichtet worden. Nur einige Landbesitz-Urkunden sind überliefert, die älteste datiert vom 4. Juni 1803.
Zunächst war Worcester in den Wintern unbewohnt. Zusätzlich waren die Jahre 1812 bis 1816 sehr kalt und es folgte das Jahr ohne Sommer, in welchem in den Sommermonaten der Frost die Ernte im Boden vernichtete. Nach 1816 lebten nur noch 3 Personen in Worcester. Die Einwohnerzahlen stiegen im Jahr 1820 auf 44 Einwohner. Im März 1821 erfolgte eine Neuorganisation der Verwaltung der Town bei einer Stadtversammlung im Haus von Amasa Brown, da die vorherige Verwaltung nicht mehr vorhanden war.
Eine neue Straße aus dem Süden in die fruchtbaren Gebiete um die Wasserläufe wurde im Jahr 1823 eröffnet. Bis dahin existierte bereits zuvor ein wenig genutzter, schwer begehbarer Pfad durch die Wälder. Das führte umgehend zu starkem Bevölkerungszuwachs durch Neusiedler, insbesondere in denen Richtung Calais zu gelegenen Gebieten, vor allem am Minister Book und am Hampshire Hill. Die Zahl der Einwohner stieg auf über 400. Der bisher einzige Schuldistrikt von 1821 wurde in drei Distrikte aufgeteilt, im März 1824 in vier.
Der erste Arzt praktizierte im Jahr 1833 in Worcester. Durch Abstimmungen wurden im Jahr 1852 die Alkoholbrennerei lizenziert und im Jahr 1853 das erste Inn.

### Religionen
Die erste religiöse Gemeinde, die sich in Worcester gründete, waren die Kongregationalisten mit 12 Mitgliedern. Die erste Predigt wurde am 29. Februar 1824 gehalten. Es folgten am 15. Juni 1826 die Baptisten und zwischen 1832 und 1841 protestantische und episkopale Methodisten, die sich heute zur United Methodist Church zusammengeschlossen haben.

### Einwohnerentwicklung
| Volkszählungsergebnisse – Town of Worcester, Vermont | Volkszählungsergebnisse – Town of Worcester, Vermont | Volkszählungsergebnisse – Town of Worcester, Vermont | Volkszählungsergebnisse – Town of Worcester, Vermont | Volkszählungsergebnisse – Town of Worcester, Vermont | Volkszählungsergebnisse – Town of Worcester, Vermont | Volkszählungsergebnisse – Town of Worcester, Vermont | Volkszählungsergebnisse – Town of Worcester, Vermont | Volkszählungsergebnisse – Town of Worcester, Vermont | Volkszählungsergebnisse – Town of Worcester, Vermont | Volkszählungsergebnisse – Town of Worcester, Vermont |
| Jahr                                                 | 1800                                                 | 1810                                                 | 1820                                                 | 1830                                                 | 1840                                                 | 1850                                                 | 1860                                                 | 1870                                                 | 1880                                                 | 1890                                                 |
| ---------------------------------------------------- | ---------------------------------------------------- | ---------------------------------------------------- | ---------------------------------------------------- | ---------------------------------------------------- | ---------------------------------------------------- | ---------------------------------------------------- | ---------------------------------------------------- | ---------------------------------------------------- | ---------------------------------------------------- | ---------------------------------------------------- |
| Einwohner                                            | 25                                                   | 41                                                   | 44                                                   | 432                                                  | 587                                                  | 702                                                  | 684                                                  | 775                                                  | 802                                                  | 725                                                  |
| Jahr                                                 | 1900                                                 | 1910                                                 | 1920                                                 | 1930                                                 | 1940                                                 | 1950                                                 | 1960                                                 | 1970                                                 | 1980                                                 | 1990                                                 |
| Einwohner                                            | 636                                                  | 584                                                  | 453                                                  | 471                                                  | 396                                                  | 445                                                  | 417                                                  | 505                                                  | 727                                                  | 906                                                  |
| Jahr                                                 | 2000                                                 | 2010                                                 | 2020                                                 | 2030                                                 | 2040                                                 | 2050                                                 | 2060                                                 | 2070                                                 | 2080                                                 | 2090                                                 |
| Einwohner                                            | 902                                                  | 998                                                  | 964                                                  |                                                      |                                                      |                                                      |                                                      |                                                      |                                                      |                                                      |

## Kultur und Sehenswürdigkeiten

### Parks
Die komplette nordwestliche Hälfte des Gebietes der Town wird vom C.C. Putnam State Forest eingenommen. Er ist der fünftgrößte State Forest in Vermont.

## Wirtschaft und Infrastruktur
Während der ersten Besiedlungsphase waren Holzprodukte wie Holzstämme oder Holzschindeln wichtige Einnahmequelle, was dann aber rasch zu Feldfrüchten, insbesondere Kartoffeln und Mais, wechselte. Allerdings wurde durch die Umstellung von Sägewerken von vertikalen Sägen zu Kreissägen die Produktion und der Verkauf von Balken und Brettern wieder wichtig. Der Bestand an Kiefern wurde in Worcester durch die hohe Nachfrage an gesägten Balken und Brettern daraus bis etwa 1835 vollständig vernichtet. Weitere frühe Industrien waren eine Hutmanufaktur, die in den 1820er Jahren gegründet wurde und aus den reichlich vorhandenen Tierfellen Hüte und Mützen für den Verkauf in der weiten Umgebung produzierte, sowie eine Gerberei, die 1861 abbrannte und danach nicht wieder aufgebaut wurde.

### Verkehr
Die Vermont State Route 12 durchquert Worcester in nordsüdlicher Richtung von Montpellier im Süden nach Morristown im Norden. Sie folgt dabei im Wesentlichen dem North Branch Winooski River.

### Öffentliche Einrichtungen
Das Central Vermont Medical Center in Berlin ist das nächste Krankenhaus und zuständig für die Versorgung von etwa 66.000 Einwohnern in Central Vermont. Es gehört zum University of Vermont Health Network.

### Bildung
Worcester gehört mit Berlin, Calais, East Montpelier und Middlesex zur Washington Central Supervisory Union
Die Doty Memorial School in Worcester ist eine Elementary School mit Klassen von Pre-Kindergarten bis zur sechsten Klasse. Schüler der Middle und High-School besuchen die U-32, die für den Schul-Distrikt zuständig ist.
Die Einwohner von Worcester können gemeinsam mit den Einwohnern von Montpelier, East Montpelier, Middlesex und Calais die Kellogg-Hubbard Library in Montpelier kostenlos nutzen.